# 歐陽業俊
歐陽業俊，香港音樂製作人、作曲人、編曲人。曾跟隨香港爵士樂鋼琴手 Ted Lo 羅尚正學習編曲配器，和香港著名錄音混音師 Raymond Chu 朱偉文學習混音。其代表作品包括《愛不單行》《不要驚動愛情》《六天》《幸福》等，曾與鄭秀文、彭羚、關心妍、羅志祥、譚詠麟、李克勤、王傑等知名歌手合作。作品《不要驚動愛情》獲得2011年第三十三屆十大中文金曲和2011年CASH最廣泛演出金帆獎（數位歌曲）。
多年來，他與香港填詞人游思行攜手創作了一系列基督教流行廣東詩歌。他們的首部合作作品是關心妍的《挪亞方舟》。其中《如果看見明天》和《愛若微風》等更被多位歌手演繹，不時在演唱會演出。
歐陽業俊也是一位多媒體製作人，他與游思行及香港大學香港賽馬會防止自殺研究中心合作，共同創作了精神健康教育網站憂鬱小王子。網站以輕鬆的手法，設計優美的圖畫及抒情的音樂，為年輕人提供關於抑鬱症的相關資訊。該網站於2005榮獲第八屆《亞洲創新大獎》銀獎。《亞洲創新大獎》是由亞洲華爾街日報及新加坡經濟發局主辦，旨在表揚亞洲地區以創新方式改善生活質素的個人、團體或企業。此外，網站亦多次入選香港特別行政區政府舉辦的《十大健康網站》及《優秀網站選舉》。

## 音樂獎項

### 2011年
鄭秀文 - 不要驚動愛情（曲）
- 第三十三屆十大中文金曲頒獎典禮 - 十大中文金曲獎[4]
- 2011年CASH最廣泛演出金帆獎 - 數位歌曲[5]
- 2011年IFPI《香港數碼音樂大獎》《十大數碼暢銷歌曲》[6]

羅志祥 - 愛不單行（曲）電視劇海派甜心插曲
- 2010音樂飆榜年度金曲獎

## 音樂作品

### 2001年
- 彭羚 - 我的（曲）
- 盧巧音 - 風鈴（曲）
- 王秀琳 - 有種愛（曲）

### 2002年
- Shine - 18相送（曲）
- 彭羚 - 若無其事（曲、編）

### 2003年
- 譚詠麟 李克勤 - 有了您世界更美（曲）
- 鍾欣潼 Twins - 我的爸爸媽媽（曲）
- 王傑 - 幸福（曲）
- 張智霖 - 好情人（曲）

### 2004年
- Boy'z - 男生圍（曲、編）
- Cream - 孖公仔（曲、編）
- Cream - 嬲甚麼（曲）
- 張信哲 - 想我的理由（曲）
- 劉浩龍 - 怕黑（曲）
- 鄭秀文 - 傷（曲、編）
- 薛凱琪 - 小聰明（曲、編）
- 薛凱琪 - 影迷少女（曲）

### 2005年
- 關心妍 - 挪亞方舟（曲、監）
- 關心妍 - 挪亞方舟（國）（曲、監）
- Cream - 不可沒友（曲、編）
- 葉文輝 - 禮物（曲）

### 2006年
- 關智斌 - 玩泥沙（曲）
- 香港兒童合唱團 - 昂坪360身心啟迪之旅（曲、監）
- 陳敏之 - 秋雨甘霖（曲、監）

### 2007年
- 關心妍 - 愛若微風（曲、監）
- 高皓正 - 不要驚動愛情（曲、編、監）
- 周柏豪 - 六天（曲、編）
- 鄧麗欣 - 七夕（曲、編）
- 關智斌 - 無字天書（曲、編）

### 2009年
- 鄭秀文 - 不要驚動愛情（曲）
- 李蘊 - 無心對峙（曲、編）

### 2010年
- 梁雨恩 - 如果看見明天（曲、編）
- 羅志祥 - 愛不單行（曲）
- 泳兒 - 還有一生的時間（曲、編）
- 鄧健泓 - 走光舊相（曲）
- 黃宇曛 - 彩虹雨（曲）
- 馬天宇 - 月光晴朗（曲）
- 裕美 - 愛若微風（曲）
- 林志美 - 天地鐘聲（曲、編、監）
- 梁雨恩 - 賣火柴的門徒（曲、編、監）
- 蔡梓銘 - 昨夜已多久（曲、編、監）
- 蔡梓銘 - 瞻天者（曲、編、監）
- 高皓正 - 為神上路（曲、監）

### 2011年
- 關心妍 - 啟示（曲、監）
- 許廷鏗 - 殘忍（曲）

### 2012年
- 陳僖儀 - 全景（曲）
- 衛詩 - 星月下的祈禱 （曲、編、監）
- 森美 - 在這世界看不夠（曲、監）

### 2013年
- 梁雨恩 - 我的魔術師（曲、監）
- 鍾舒漫 - 預留幸福（曲、監）
- 鍾舒漫 - 蠻可愛（曲、監）

### 2014年
- C AllStar - 足印奇蹟（曲、監）
- 馮允謙 - 足印奇蹟（曲）
- 鍾舒漫 - 生命冊（曲）
- 徐偉賢 梁雨恩 - 留給最愛的時間 （曲、監）

### 2016年
- ETERNITY - 永遠永不遠（曲）
- 關心妍 - 像我這樣的一個雅茲迪女子（曲、監）

### 2017年
- Rubberband - Alive CPR（監）
- 梁雨恩 - 同行是岸（曲、監）

### 2024年
- 陳芷盈 - 愛的花火（曲、編、監）律敦治醫院院牧部30週年主題曲
- 「環遊角落」多媒體互動 - 康文署主辦（配樂）  [7]

### 2025年
- MST Alumni & School Choir - 某天夏季（曲、監）聖公會莫壽增會督中學50週年校慶主題曲 [8]
- 歐陽天晴 - 班房𥚃的你和我（曲、編、監）

## 音樂會
- HAVE I TOLD YOU LATELY THAT I LOVE YOU 歐陽業俊﹒歐陽業鴻 作品展 （2016年7月3日 - 香港大學莊月明文化中心）

## 外部連結
- 歐陽業俊 Discography on discogs.com （页面存档备份，存于）